# Jerry Robinson
Sherrill David Robinson, mais conhecido como Jerry Robinson (Trenton, 1 de janeiro de 1922 – Staten Island, 8 de dezembro de 2011) foi um desenhista e ilustrador estadunidense.
É o co-criador do Robin, o parceiro do Batman (juntamente com Bob Kane e Bill Finger), e do  Coringa (com Bill Finger, sendo que, Bob Kane aperfeiçoou a personalidade e o visual do vilão). 
Segundo o próprio Jerry Robinson, o nome do Robin é uma alusão ao herói Robin Hood (muitos pensam que vem do sobrenome Robinson - do artista, ou de um pássaro vermelho e amarelo - chamado Robin, versões negadas por essa entrevista). Quando ajudou a criar o Robin, era um artista inexperiente de 17 anos. Morreu em 8 de dezembro de 2011.